# Collier Street
Collier Street est une paroisse civile et un village du Kent, en Angleterre.